# Константину, Костакис
Костакис Константину (греч. Κωστάκης Κωνσταντίνου; 24 сентября 1968, Лимасол, Кипр) — кипрский футболист, защитник. Выступал за сборную Кипра.

## Биография

### Клубная карьера
Профессиональную карьеру начинал в клубе АЕЛ Лимасол, за который выступал до 1991 года. В 1991 году Константину подписал контракт с клубом «Омония» Никосия, где сразу же стал твёрдым игроком основы. По итогам сезона 1992/93 вместе с клубом он стал чемпионом Кипра, а в следующем сезоне стал обладателем Кубка Кипра. После ухода из «Омонии» в 1995 году, отыграл сезон за «Аполлон». В 1996 году Константину отправился в Англию, где стал игроком клуба из четвёртой по значимости лиги «Барнсли», однако в составе клуба провёл лишь один матч и уже через год вернулся на Кипр, где отыграл сезон за АПОЭЛ. Завершил карьеру в 1998 году.

### Карьера в сборной
Дебютировал за сборную Кипра 28 октября 1989 года в отборочном матче чемпионата мира 1990 против сборной Югославии, отыграв полную встречу. С 1991 и до 1995 года Константину являлся твёрдым игроком основы и в общей сложности сыграл за сборную 38 матчей, забил 1 гол. Свой последний матч за национальную команду провёл 19 августа 1997 года, появившись на замену на 65-й минуте в товарищеской игре со сборной Греции. 

## Достижения
«Омония» Никосия
- Чемпион Кипра: 1992/1993
- Обладатель Кубка Кипра: 1993/1994

## Личная жизнь
Его сын — Алекс Константину (р. 1992) также стал профессиональным футболистом. Был игроком молодёжной сборной Кипра, но за основную сборную не выступал.